# Homorthodes lindseyi
Homorthodes lindseyi là một loài bướm đêm trong họ Noctuidae.

## Hình ảnh

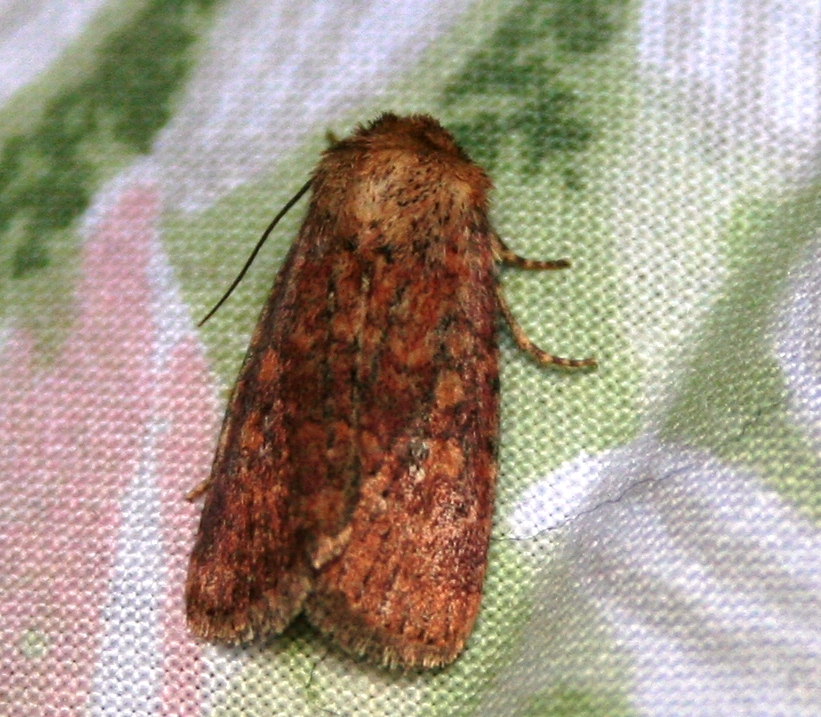